# ماري كي أندروز
ماري كي أندروز (بالإنجليزية: Mary Kay Andrews)‏ (27 يوليو 1954)؛ صحفية وروائية أمريكية.